# Meridensia
Meridensia meridensis è un pesce osseo estinto, appartenente ai perleidiformi. Visse nel Triassico medio (Anisico/Ladinico, circa 244 – 240 milioni di anni fa) e i suoi resti fossili sono stati ritrovati in Italia e Svizzera, nei famosi giacimenti di Besano e di Monte San Giorgio.

## Descrizione
Solitamente lungo una decina di centimetri, questo pesce possedeva un corpo allungato e fusiforme, con una testa dal muso corto e smussato. La dentatura marginale della mascella era costituita da piccoli denti aguzzi e conici, ma sulla mandibola erano presenti anche denti a punta ottusa e robusti, così come nella parte anteriore dell'arco palatale. Le pinne dorsale e anale erano moderatamente sviluppate, mentre la pinna caudale era profondamente biforcuta. Erano presenti quattro file orizzontali di scaglie lungo i fianchi moderatamente alte. Le ossa del cranio erano fittamente ornamentate con tubercoli irregolari e creste di ganoina. 

## Classificazione
I primi fossili di questo animale vennero ritrovati nella zona di Besano e vennero inizialmente attribuiti al genere Pholidophorus, prima da Bronn (1886) e poi da Giulio de Alessandri (1910), che istituì la specie P. meridensis. Tuttavia, un riesame dei resti effettuato da Andersson nel 1916 indicò che questa specie era effettivamente meritevole di un genere a sé stante, Meridensia, che venne poi attribuito alla famiglia Perleididae. 
Meridensia è attualmente considerato un membro dei perleidiformi, un gruppo eterogeneo di pesci tipici del Triassico; rispetto ai membri tipici della famiglia Perleididae, tuttavia, Meridensia presenta importanti differenze nella forma del preopercolo e della mascella e nella presenza di numerose ossa postorbitali dotate di canali. Altre caratteristiche della dentatura richiamano Colobodus e Aetheodontus.

## Paleobiologia
La forma del corpo e delle pinne di Meridensia indicano che questo animale doveva essere piuttosto veloce e abile nel nuoto; la dentatura suggerisce che Meridensia fosse un predatore, anche se doveva catturare prede più tenere rispetto a quelle che catturava l'assai simile Perleidus.